# Propomponema foeticolum
Propomponema foeticolum är en rundmaskart som beskrevs av Ott 1972. Propomponema foeticolum ingår i släktet Propomponema och familjen Cyatholaimidae. Inga underarter finns listade i Catalogue of Life.